# Castruccio Buonamici
Pour les articles homonymes, voir Buonamici.
Castruccio Buonamici, écrivain italien, l'un des plus élégants écrivains latins du XVIIIe siècle, nait à Lucques, le 18 octobre 1710 et meurt en 1761.

## Biographie
Castruccio Buonamici fut envoyé de bonne heure au séminaire de sa patrie pour y faire ses études, passa ensuite aux écoles de Pise et de Padoue, et se fit particulièrement remarquer par sa promptitude à saisir le sens des auteurs les plus difficiles. Très jeune encore, il publia plusieurs morceaux qui se trouvent dans différents recueils. Au sortir de ses études, il embrassa l'état ecclésiastique, et se rendit à Rome, où Clément XII occupait le trône pontifical. Il espérait alors avoir part aux récompenses que ce pape accordait aux savants c'est pour cela qu'il refusa l'offre que lui faisait le cardinal de Polignac, auquel il avait dédié un discours latin en vers hendécasyllabes, de le conduire en France.
Trompé dans ses espérances, il abandonna l'Église pour prendre l'état militaire, et entra au service du roi des Deux-Siciles, Charles de Bourbon, qui depuis monta sur le trône d'Espagne. Buonamici avait reçu au baptême les noms de Pierre-Joseph-Marie ; ce fut alors qu'il les quitta pour prendre le prénom de Castruccio, le seul qui lui soit resté. Il servit d'abord comme cadet dans le régiment de Bourbon cavalerie, et entra ensuite dans les gardes du corps ; mais il ne cessa point pour cela de s'appliquer à l'étude des belles lettres.
Après s'être distingué, en 1744, dans la guerre de Velletri, entre les troupes napolitaines et autrichiennes, il en écrivit l'histoire qui parut sous ce titre : de Rebus ad Velitras geslis commenlarius, Leyde (Lucques), 1746, in-4, réimprimée en 1749, et depuis traduite en italien. Cet ouvrage eut un grand succès. Le roi en récompensa l'auteur, en le nommant commissaire extraordinaire de l'artillerie, trésorier de la ville de Barletta, et en lui donnant-une très forte pension.
Plus maître de son temps, Buonamici en consacra une partie à composer ses Commentarii deSello Italico, Leyde (Gênes), 1750-1751, in-8, 4 parties en 2 volumes. Cet ouvrage, réimprimé depuis à Naples, en [Hollande], en Angleterre, et qui a été traduit en anglais et en français, fut reçu avec plus d'applaudissement encore que le premier. En effet, il est aussi remarquable par la beauté et l'élégance du style que par la force et la profondeur des idées, et enfin par la véracité des renseignements qu'il contient. Il en avait dédié les différentes parties au roi de Naples, au duc de Parme, et à la république de Gênes. Le premier de ces souverains avait fait pour lui tout ce qu'il pouvait faire ; le duc de Parme lui conféra, par un diplôme très honorable, à lui et à ses descendants, le titre de comte ; la république de Gênes lui fit aussi quelques présents ; l'ordre de Malte lui accorda, en une croix de grâce, avec une pension convenable.
On croit qu'après la conquête de Minorque, le roi de France le demanda au roi de Naples, pour qu'il écrivît l'histoire de cette expédition, et que le roi de Naples l'ayant refusé, sous le prétexte de sa neutralité, Buonamici en conçut un tel chagrin, qu'il tomba dans une maladie de langueur. Il crut pouvoir se rétablir en allant respirer l'air natal, mais il était trop tard ; l'hydropisie de poitrine était formée, et il en mourut le 22 février, selon Mazzuchelli, ou le 6 mars 1761, suivant Fabroni, dans son Eloge des frères Buonamici. On lui fit des obsèques magnifiques, et son tombeau fut décoré d'une inscription qui se trouve rapportée dans les deux auteurs cités.
Outre les ouvrages dont nous avons parlé, Buonamici a publié : 
1. de Laudibus dementis XII oratio ;
2. de Litteris latinis restitutis oratio, dédiée au cardinal de Polignac ;
3. Orazione per l'apertura dell'accademia reale d'architettura militare, dans laquelle il prouve de quelle nécessité est, pour les gens de guerre, l'étude des beaux-arts : ce discours a été réimprimé en tête de la Géométrie de Niccolo di Martine ;
4. plusieurs pièces de vers latines et italiennes dans différents recueils.

Ses ouvrages en latin et en italien, en prose et en vers, ont été réunis avec ceux de son frère Filippo, et imprimés à Lucques, 1784, 4 vol. in-4°, sous ce titre : Philippi et Castruccii fratrum Bonamicorum Lucensium Opéra omnia.
La traduction des mémoires ou commentaires de Buonamici, de Bello Italico, se trouve à la suite de l'Histoire des campagnes de Maillebois en Italie, par Pezay.